# Kāmyārān
Kāmyārān (persiska: کامیاران) är en kommunhuvudort i Iran.   Den ligger i provinsen Kurdistan, i den nordvästra delen av landet, 400 km väster om huvudstaden Teheran. Kāmyārān ligger 1 470 meter över havet och antalet invånare är 61 642.
Terrängen runt Kāmyārān är kuperad åt nordost, men åt sydväst är den platt.Runt Kāmyārān är det ganska tätbefolkat, med 185 invånare per kvadratkilometer. Kāmyārān är det största samhället i trakten. Trakten runt Kāmyārān består till största delen av jordbruksmark.